# Arugisa
Arugisa é um gênero de traça pertencente à família Arctiidae.